# Accident aeri de Villa Castelli
L'accident aeri de Villa Castelli va ser el xoc entre dos helicòpters a la Vall de Yeso, pertanyent a la localitat de Villa Castelli, a uns 300 km de la capital de la Província de La Rioja, Argentina, el 9 de març de 2015.
Els morts van ser vuit ciutadans francesos i dos ciutadans argentins, que eren els pilots de les aeronaus. Els aparells es trobaven prestant servei de logística per al programa Dropped ('Supervivent' en la traducció al castellà) del canal francès TF1.

## Fets
El 9 de març de 2015 van xocar en l'aire dos helicòpters sobre la Vall de Yeso, pertanyent a la localitat de Villa Castelli, a uns 300 km de la capital de la Província de La Rioja, Argentina. Com a conseqüència del mateix van morir deu persones, de les quals vuit eren franceses; les dues restants van ser els pilots d'ambdues aeronaus, de nacionalitat argentina. Els aparells eren operats sota la direcció de les governacions de les províncies de La Rioja i Santiago del Estero, i es trobaven prestant servei de logística per al programa Dropped ('Supervivent' en la traducció espanyola) del canal francès TF1.
Dropped és un reality que reuneix destacats esportistes i els posa a prova; entre els 8 ciutadans morts es trobaven equip de producció i algunes figures destacades a nivell mundial com la medallista olímpica de natació Camille Muffat, la navegadora Florence Arthaud i el medallista olímpic de boxa Alexis Vastine.

## Recerca
L'accident va ser investigat per la Junta de Recerca d'Accidents d'Aviació Civil (JIAAC). L'informe final va establir que la causa immediata de l'accident van ser les «deficiències a la planificació de l'operació… incloent la falta de previsió en la utilització del concepte “veure i ser vist” o d'una maniobra evasiva en cas de perdre contacte visual entre ambdues aeronaus». Van concórrer a generar l'accident l'«absència de procediments formals concordes a la naturalesa de les operacions realitzades» i l'«ambigüitat normativa en relació amb les operacions aèries d'aeronaus públiques».